# Gottfried Ernst Groddeck

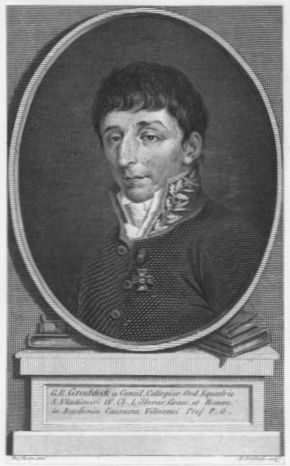
Groddeck auf einem Stich von Michał Podoliński (1821)

Gottfried Ernst Groddeck (polnisch Bogumił Ernest Grodek, russisch Годфрид Эрнест Гроддек, latinisiert: Gotfrydas Ernestas Grodekas; * 17. November 1762 in Danzig; † 1825 in Raków) war ein deutscher Klassischer Philologe.

## Leben
Gottfried Ernst Groddeck entstammte einer alten schlesischen Familie, die aufgrund ihres evangelischen Glaubens jedoch um das Jahr 1630 in die Region um Danzig geflohen war. Aus ihr entstammten schon Gymnasialprofessoren am Akademischen Gymnasium Danzig wie Gabriel Groddeck und der Orientalist Benjamin Groddeck, Vater von Gottfried Ernst Groddeck. Darüber hinaus brachte die Familie Bürgermeister und Ratsherren von Danzig sowie andere bedeutende Personen hervor. Seine Mutter war die Kaufmannstochter Beate Constantin, geborene Ehlert. Er bezog das Akademische Gymnasium, wo der Gymnasialprofessor Johann Georg Trendelenburg nachhaltigen Eindruck auf ihn machte. Deshalb begann er ein Studium an der Universität Göttingen, wo er bei Christian Gottlob Heyne hörte. Im April 1786 beendete er seine Studien mit einer Magisterarbeit über die Fragmente der homerischen Hymnen. Durch diese Arbeit machte er sich sogleich in der Gelehrtenwelt als Philologe bekannt. Er wurde noch in gleichen Jahre in die Göttinger gelehrte Gesellschaft der Wissenschaften aufgenommen. Wahrscheinlich hielt er danach schon erste Vorlesungen an der Universität. Dennoch verließ er 1787 die Universität, als er durch die Vermittlung des Obersten Stanisław Ciesielski und auf die Empfehlung Heynes hin Hauslehrer für Klassische Philologie bei Fürst Adam Kazimierz Czartoryski in Puławy wurde. Sein Gehalt war höher als das eines Professors in Göttingen. Er blieb dort bis 1797 und wechselte danach zum Fürsten Lubomirski nach Ladshut und wurde dann Bibliothekar in Pulawy. In dieser Zeit kam er in Kontakt mit vielen europäischen Gelehrten. Er heiratete im Jahr 1789 in Puławy Joanna d'Edling († 1814). Das Paar hat mehrere Kinder, von denen zwei Töchter das Erwachsenenalter erreichten. 1804 wurde Groddeck als Professor der griechischen Sprache und Literatur und Universitätsbibliothekar an die erneuerte Universität Vilnius berufen.
Groddecks Zeit als Professor an der Universität gilt als einer der Höhepunkte der Klassischen Philologie in Litauen. Ebenso gilt Groddeck in Polen als Schöpfer der nationalen Klassischen Philologie. Daneben hieß es die aus einer Jesuitenakademie hervorgegangene Universität mit bescheidenen Mitteln aufzubauen. Er war Dekan, Mitglied des Ausschusses für Satzungen, für Zensur sowie Schulbücher, da der Universität das Schulwesen unterstand, und hatte weitere Funktionen inne. Daneben war er auch Kaiserlich Russischer Staatsrat. Er gründete das philologische Seminar, das er ohne weitere Entlohnung leitete und baute die philologische Bibliothek auf. Seine Vorlesungen hielt er in lateinischer Sprache. Dieser Lehrgang der philologischen Enzyklopädie umfasste Hermeneutik mit Textologie, Numismatik, Epigraphik und Geographie. Er schrieb mehrere Monografien, darunter Initia historiae Graecorum litterariae (zwei Bände, 1821–1823). Auch für deutsche Zeitschriften verfasste er Aufsätze und Rezensionen. Zentrum seiner Forschung waren die Geschichte und Theorie der klassischen schriftlichen Überlieferung. Zudem setzte er sich mit dem geographischen Systemen des Altertums von Johann Heinrich Voß auseinander. 74 gedruckte und 14 handschriftliche wissenschaftliche Arbeiten sind erhalten. Die Jagiellonische Bibliothek in Krakau besitzt 553 in deutscher, polnischer, französischer, englischer, italienischer und lateinischer Sprache an ihn gerichtete Briefe, die beredte Auskunft über die weitreichenden Beziehungen Groddecks geben. Die Verehrung seiner Studenten für ihren Lehrer äußerte sich darin, dass diese 1821 auf ihre Kosten eine Bronzebüste von ihm anfertigen ließen. Diese war nach einem Gemälde gestaltet, das sein Mitprofessor Rüstern angefertigt hatte. Die lateinische Inschrift besagte „In Dankbarkeit Ihrem Lehrer für seine Verdienste, auch als Freund und Mensch ...“.